# Aeropuerto de Isiolo
El aeropuerto de Isiolo (OACI: HKIS) es un terminal aéreo de Kenia, ubicado en Isiolo.

## Infraestructura
El aeropuerto de Isiolo se encuentra en la frontera del condado de Isiolo y del condado de Meru, ocupa un terreno que mide 260 hectáreas, siendo el cuarto aeropuerto más grande de Kenia, y el edificio de la terminal de pasajeros mide 4500 metros cuadrados.
La construcción del aeropuerto costo 27 millones de dólares estadounidenses. En febrero de 2013 se informó que el aeropuerto estaba experimentando renovaciones y mejoras para convertirse en un aeropuerto internacional. Las mejoras costaron USD 16.4 millones e incluyeron el alargamiento de la pista a 2500 metros, y concluyeron en el junio de 2016. La renovación se inauguró oficialmente en enero de 2017.

## Aerolíneas y destinos
En enero de 2018, según el gerente del aeropuerto, Mohamed Lippi, solo la aerolínea Fly Sax Airlines operaba en ese aeropuerto y sólo ofrecía vuelos de pasajeros.